# Korpsführer
El Korpsführer fue el rango militar más alto existente del Cuerpo Nacional Socialista de Motoristas y del Cuerpo Nacional Socialista de Aviadores. Traducido como "Líder del Cuerpo", el rango de Korpsführer estaba en manos de un solo oficial al mando de toda la organización. El rango era el equivalente de Reichsführer-SS, al menos sobre el papel.

## Lista de Korpsführer's

### NSFK

Estandarte del NSFK Korpsführer

| N.º |  | Korpsführers del NSFK              | Inicio              | Final               | Duración         |
| --- |  | ---------------------------------- | ------------------- | ------------------- | ---------------- |
| 1   |  | Friedrich Christiansen (1879–1972) | 5 de abril de 1937  | 26 de junio de 1943 | 6 años y 82 días |
| 2   |  | Alfred Keller (1882–1974)          | 26 de junio de 1943 | 8 de mayo de 1945   | 1 año y 313 días |

### NSKK

Estandarte del NSKK Korpsführer

| N.º |  | Korpsführers del NSKK      | Inicio              | Final                 | Duración         |
| --- |  | -------------------------- | ------------------- | --------------------- | ---------------- |
| 1   |  | Adolf Hühnlein (1881–1942) | 30 de abril de 1933 | 18 de junio de 1942 † | 9 años y 49 días |
| 2   |  | Erwin Kraus (1894–1966)    | 21 de junio de 1942 | 8 de mayo de 1945     | 1 año y 318 días |

- Datos: Q6432626